# Sven Grünberg

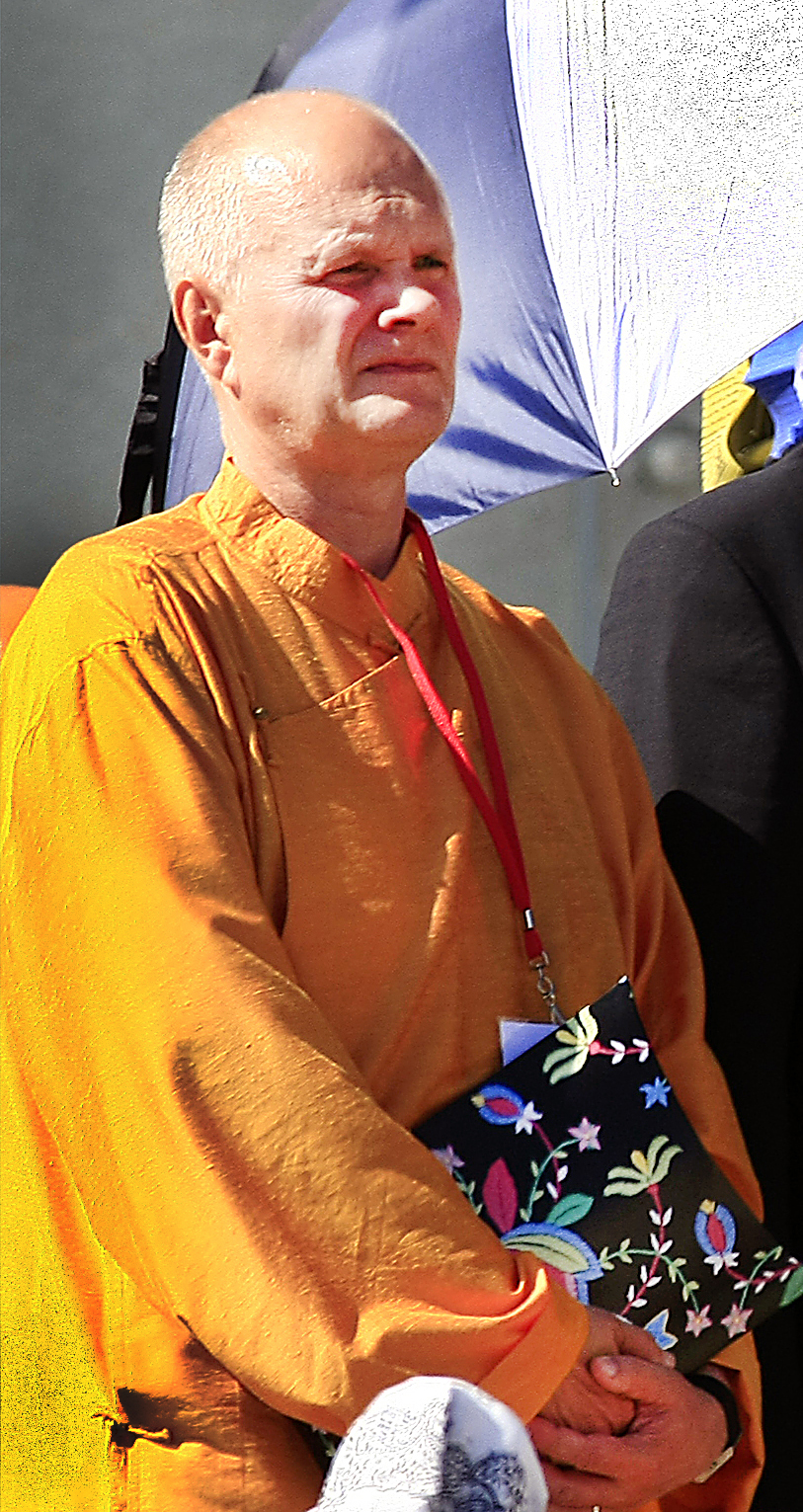
Sven Grünberg (2011)

Sven Grünberg (* 24. November 1956 in Tallinn) ist ein estnischer Komponist.

## Leben und Werk
Sven Grünberg schloss 1976 die staatliche Tallinner Musikschule (Tallinna Muusikakool) ab. Er spielte bereits als Schüler in mehreren Musikformationen. Im Januar 1974 gründete er mit Härmo Härm die Prog-Band Mess, die hauptsächlich elektronische Tasteninstrumente verwendete und Musik mit visuellen Elementen verband. Grünberg verwendete dabei als erster Musiker in Estland einen Synthesizer und geriet häufig mit den sowjetischen Kulturbehörden in Konflikt. Er leitete die Band, die einzigartig in der damaligen Sowjetunion war, bis zu ihrem Auseinanderbrechen 1976.
Seit seiner Jugend ist Sven Grünberg stark von asiatischen Klängen und Instrumenten geprägt, vor allem aus der tibetischen Musik. Er spielt seine Werke meist selbst ein. Seine oft langen Stücke sind friedlich und meditativ. Sie haben zwar einen inneren Spannungsbogen, vermeiden aber konfrontative Elemente. Grünberg ist derzeit einer der bekanntesten Anhänger des Buddhismus in Estland und Direktor des estnischen Buddhismus-Instituts (Budismi Instituut).
Sven Grünberg lebt und arbeitet derzeit als freischaffender Komponist, Studiomusiker und Tonregisseur. Er ist Autor zahlreicher Bühnen- und Filmmusiken, unter anderem von „Hukkunud Alpinisti“ hotell (Hotel „Zum verunglückten Alpinisten“), Corrida und Naksitrallid. Eng arbeitete er mit dem estnischen Filmregisseur Olav Neuland (1947–2005) zusammen.
Daneben ist Sven Grünberg als musikalischer Leiter zahlreicher Projekte aktiv. Seit 1993 unterrichtet er auch Film- und Musikpädagogik in Estland und Finnland.

## Diskographie von Sven Grünberg
- Mess (1980)
- Hingus (1981)
- OM (1988)
- Milarepa (1993)
- Prana Symphony (1995)
- Hukkunud Alpinisti hotell (2001)
- Milarepa (2006)

## Diskographie vonMess
- Mess (1996)
- Küsi eneselt (2004)

## Filmografie (Auswahl)
- 1979: Hotel „Zum verunglückten Alpinisten“ („Hukkunud Alpinisti“ hotell)
- 1982: Corrida
- 1984: Reekviem
- 1984: Hundiseaduse aegu
- 1987: Klątwa doliny węży
- 1992: Łza księcia ciemności
- 2001: Lepatriinude jõulud
- 2004: Täna öösel me ei maga
- 2005: Schnauze voll (Kõrini!)
- 2006: Lotte im Dorf der Erfinder (Leiutajateküla Lotte)
- 2008: Detsembrikuumus
- 2011: Lotte und das Geheimnis der Mondsteine (Lotte ja kuukivi saladus)
- 2020: Viimeiset